# Акт об отмене рабства (1833)
Закон об отмене рабства 1833 года (англ. Slavery Abolition Act 1833) — акт парламента Соединенного Королевства, отменивший рабство на некоторых территориях Британской империи путем компенсационной эмансипации. Таким образом было освобождено более 800 тысяч рабов в странах Карибского бассейна и южной Африки. Закон получил королевскую санкцию 28 августа 1833 года и вступил в силу 1 августа 1834 года.
Кампания за отмену работорговли в Британии началась в 1770-х; Томас Кларксон и Грэнвилл Шарп стали ведущими аболиционистами и основали Общество содействия отмене работорговли. Другим известным аболиционистом был член парламента Уильям Уилберфорс, который, несмотря на серьёзное сопротивление среди коллег, вносил в парламент предложения об отмене рабства с 1789 по 1807, когда члены парламента одобрили закон об отмене работорговли. Отмене работорговли способствовали квакеры, решительно возражающие против работорговли и граждане, направлявшие петиции в поддержку законопроектов Уилберфорса.
В 1810-30 годах в Ямайке, Барбадосе и Демераре произошли восстания рабов, масштаб которых шокировал британское правительство, осознавшее необходимость освобождения рабов ради прекращения восстаний. В 1833 году правительство Чарльза Грея приняло закон об отмене рабства. Помимо восстаний, принятию закона способствовала экономическая нестабильная экономика Великобритании: по мере развития системы международной торговли колонии Карибского моря не могли конкурировать с более крупными плантационными экономиками, такими как Куба и Бразилии, из-за чего торговцы стали требовать отмены монополий карибских колоний на британском рынке. Целью акта была ликвидация широкомасштабного плантационного рабства, существовавшего в тропических колониях Великобритании. Данный закон сделал Канаду свободной территорией для порабощённых чернокожих США, из-за чего тысячи беглых рабов впоследствии бежали на канадскую землю с 1834 до начала 1860-х годов.
Несмотря на принятие закона об отмене рабства, оно было отменено на всей территории империи только в 1937 году (Нигерия и Бахрейн стали последними). Технически этот закон был отменен в 1998 году в рамках широкой реструктуризации всего английского статутного права, но несмотря на это рабство в стране по-прежнему отменено в соответствии с другими законами.